# Evarcha patagiata
Evarcha patagiata är en spindelart som först beskrevs av Pickard-Cambridge O. 1872.  Evarcha patagiata ingår i släktet Evarcha och familjen hoppspindlar. Inga underarter finns listade i Catalogue of Life.